# Кёльн-Райзик
Кёльн-Райзик (нем. Kölln-Reisiek) — община в Германии, в земле Шлезвиг-Гольштейн. 
Входит в состав района Пиннеберг. Подчиняется управлению Эльмсхорн-Ланд.  Население составляет 2810 человек (на 31 декабря 2010 года). Занимает площадь 6,8 км².